# Mameria
Mameria es un sitio arqueológico localizado en la selva alta del Perú, repartido entre las regiones de Madre de Dios y Cuzco, en las cercanías del Río Mameria (afluente del Río Nistron, cuenca del Río Madre de Dios). Probablemente fue habitada por indígenas Machiguenga a partir del 1950. Las edificaciones de Mameria fueron probablemente construidas en la época de los Incas, y sirvieron como centro de intercambio entre la sierra y la selva y como centro de producción de coca.  
Mameria: un complejo de sitio inca en las Selvas de Altura del Sudeste Peruano
En la selva alta, las selvas de gran altitud del sureste de Perú, se encuentra un vasto complejo arqueológico que aún está intacto, protegido por su lejanía, la dificultad de acceso y los impedimentos naturales de tales áreas: una aparentemente interminable variedad de escarpados bosques selváticos. montañas y colinas cubiertas; ríos y arroyos no navegables y de corriente rápida; el ataque casi constante de diversos insectos voladores, saltadores y rastreros; y la absoluta imposibilidad de “vivir de la tierra” en una zona en la que las frutas silvestres comestibles son casi inexistentes y los animales salvajes son esquivos y escasos. La propia supervivencia aquí depende de la simpatía de los indígenas locales, ampliamente dispersos.  
Hasta décadas recientes, esta área probablemente habría sido clasificada como parte de “Callanga”, término que ahora se aplica más específicamente a las selvas del extremo sureste, adyacentes al río de ese nombre. Durante al menos los últimos 25 años, se la conoce como “Mameria” (fig. 5), posiblemente por la palabra “mameri”, que en el dialecto de los indios machiguengas que habitan en los bosques significa “no hay ninguno”.
Al oeste de Mameria se encuentra la larga cadena montañosa que es el vestigio más oriental de los Andes peruanos, la Cordillera de Paucartambo (fig.1). En su tramo más al sur, cerca del actual pueblo inca de habla quechua de Q'eros, comienza un antiguo sendero que se convierte en un camino de piedra inca (fig.3), que recorre toda su cresta central, y continúa hacia el norte, hacia la inexplorada meseta de Pantiaqolla. Tiene ramas que se dirigen hacia el este, a cierta distancia del tronco y hacia abajo hacia la zona más occidental.dolores de la cuenca del Amazonas, hacia, según dicen algunos, el legendario refugio inca de Paititi. Es a esta zona montañosa ondulada a donde llegamos para acercarnos a Mameria y allí buscar pistas en nuestra propia búsqueda para encontrar y documentar las antiguas viviendas incas de la selva.
Fig.1 : Las sombrías y misteriosas tierras altas de la Cordillera de Paucartambo, que dominan la selva alta de abajo (foto: G. Deyermenjian).
Nuestros propios viajes a Mameria habían sido precedidos por los de un puñado ecléctico de almas aventureras. Se dice que en la década de 1960 un tal Hernán Flores llegó a un lugar de lo que se conoció como Mameria en busca de oro. Más de 20 años después, en 1979, un grupo de aventureros franco-peruanos opulentamente provistos, liderados por Herbert y Nicole Cartagena, aterrizaron su helicóptero en una solitaria choza campesina en la cordillera, a un día completo de caminata de la ciudad de Paucartambo, de la época colonial. . Buscaban a Paititi y deseaban encontrar una zona selvática donde hubiera indios Machiguenga y ruinas incas, en algún lugar hacia el este. Necesitaban que alguien subiera a bordo y los guiara, dijeron a los habitantes, un tal don Tomás Toledo y sus dos hijos, Goyo y Gavino. Goyo reconoció la oportunidad y saltó a bordo. cambiando para siempre su propio destino y el de muchos otros. Dirigió el piloto del helicóptero hacia el noreste, hacia la selva alta, y donde vio chozas nativas ordenó a sus benefactores que aterrizaran. Aterrizaron en Mameria, en una chacra Machiguenga, un pedazo de tierra cultivada y un par de chozas que conformaban un típico asentamiento familiar aislado. Después de más de un mes, llevándose bien con sus anfitriones nativos, mostrándoles varios restos incas cercanos y haciendo un intento fallido de escalar un misterioso y legendario pico tropical, el Apu Catinti, regresaron a Cuzco. una parcela de tierra cultivada y un par de chozas que conforman un típico asentamiento familiar aislado. Después de más de un mes, llevándose bien con sus anfitriones nativos, mostrándoles varios restos incas cercanos y haciendo un intento fallido de escalar un misterioso y legendario pico tropical, el Apu Catinti, regresaron a Cuzco. una parcela de tierra cultivada y un par de chozas que conforman un típico asentamiento familiar aislado. Después de más de un mes, llevándose bien con sus anfitriones nativos, mostrándoles varios restos incas cercanos y haciendo un intento fallido de escalar un misterioso y legendario pico tropical, el Apu Catinti, regresaron a Cuzco.
Goyo se dio cuenta en el transcurso del año siguiente de que preferiría la vida de un indio de la selva libre a la de un campesino, intentando ganarse la vida a duras penas en las frías y duras tierras altas. Así que caminó durante más de un mes, siguiendo una cresta sin nombre, guiado por su sentido sobrenatural de orientación y supervivencia, y finalmente reapareció ante los Machiguenga. A su llegada, se convirtió en aprendiz de los hombres locales y al cabo de un año tuvo dos esposas Machiguenga (fig.2), hermanas cuyo padre había sido asesinado por un grupo tribal adyacente conocido como los Kugapacoris, dominio del idioma y todas las habilidades. necesario para prosperar.
Pero mientras Goyo había estado reflexionando sobre su futuro y ultimando sus ideas de abandonar su altiplano natal por la tierra selvática que se extendía bajo las nubes hacia el este, otros estaban llevando a cabo su propia aventura. El general Ludwig Essenwanger de la Fuerza Aérea Peruana, acompañado por el padre Juan Polentini, un sacerdote salesiano itinerante obsesionado con encontrar a Paititi, llegó a Mameria. Al igual que los cartageneros, cuyos hallazgos en Mameria probablemente les habían dado la idea de hacer su propia incursión, el general y el sacerdote llegaron en helicóptero, pero también iban acompañados de tropas y equipamiento militar. Llegaron a una colina particularmente ancha que estaba cubierta de ruinas; el general ordenó que se utilizaran máquinas de movimiento terrestre y sierras eléctricas transportadas por aire para peinar el sitio en busca de tesoros. Luego ordenó innumerablesLos artefactos serán transportados por avión a su base en el puesto militar de Salvación, en las selvas bajas de Manu al este. Desde Salvación, camiones militares cubiertos con gruesas lonas transportaban el botín por el sinuoso camino de terracería que llega hasta Cusco. Su misterioso paso nocturno por Paucartambo es algo que los paucartambinos aún recuerdan en historias que cuentan a un forastero interesado en voz baja, como si el recuerdo mismo de los camiones, como los propios camiones de hace más de veinte años, fuera algo mejor no investigado. demasiado abiertamente.
Fig.2 : Goyo y su esposa más joven, "Carmen" en 1984 (foto: G. Deyermenjian). ]
En 1982, cuando Goyo no había salido de su escondite en el bosque durante dos años, su hermano menor Gavino, junto con otro campesino rudo llamado Guillermo Mamani, descendieron de las tierras altas para mirar. Gavino no tenía idea de si Goyo estaba vivo o había sido asesinado, ni cuál sería su propia recepción, pero había tomado la decisión consciente de que Si me matan, me matan (Si me matan, me matan); pero debe determinar el destino de su hermano. Treparon a los árboles más altos en lo alto de las colinas más altas, para orientarse con su destino a través de la lejana voluta de humo que ocasionalmente divisaban y que sólo podía provenir de las chacras de los Machiguenga, al igual que las dispersas divisiones del ejército de Topa Inca Yupanqui en sus esfuerzos por reunirse con sus camaradas en las selvas de Cosñipata, alrededor del Río Pilcopata, 500 años antes.
Al año siguiente, la relativa tranquilidad de esta fortaleza selvática se vio rota con la llegada de Carlos Cartagena, el hermano menor de Herbert de la expedición aérea de 1979. Un grupo formado por él y un tal Manuel Guevara, César Vílchez y el sobrino de Vílchez, César Medina, caminó confusamente durante un mes antes de encontrar su camino a Mameria, donde las demandas del joven Cartagena de "¡Llévenme a Paititi!" y amenazas de borrachos de “¡mato a Goyo!” fueron recibidos con un rechazo hosco y total, tal que las Machis le negaron incluso su comida. Así, recayó en Vílchez, más diplomático, evitar que Cartagena muriera de hambre proporcionándole subrepticiamente una parte de sus propias provisiones. El grupo finalmente regresó a Cusco, andrajoso, demacrado y exhausto.
Y así fue en 1984 que comenzamos a adentrarnos en este mundo poco conocido muy al norte-noreste de la antigua capital inca de Cusco. Nuestro objetivo era buscar respuestas a la pregunta de Paititi: ¿había aún un sitio importante por encontrar en las tierras desconocidas más allá de los Andes, y qué hay exactamente de la antigua penetración inca en esta extensión selvática? La gran mayoría de los pueblos del Imperio Inca habían sido montañeses, al igual que sus descendientes mestizos rurales y amerindios de habla quechua de hoy. Sin embargo, gran parte de la iconografía inca y andina muestra una influencia directa y poderosa de las tierras bajas en la psique de los montañeses: el águila arpía; jaguar; amaru, o serpiente grande y sabia; y el caimán cocodrilo, todos animales/símbolos de la selva, son dominantes. Y fue el oro de más allá de las montañas el que constituyó la decoración más sagrada de los incas. y las plumas de aves tropicales que requería la suntuosa corte inca. Nosotros también iríamos al este, a la tierra de los Antis, los pueblos nativos de las tierras bajas, para ver por nosotros mismos qué había allí de los Incas.
Algunos años nuestra ruta nos llevaría en vehículo por caminos de tierra un poco más allá de Cusco, pasando por el pueblo de Calca, y luego desde Amparaes en el valle del Río Yanatile tomaríamos mulas y caballos de carga hasta la Cordillera de Lares. Cruzando esta cordillera por senderos antiguos, descenderíamos al Río Paucartambo-Mapacho, cruzaríamos su desvencijado puente muy por debajo del pueblo de Parobamba y luego subiríamos a las brumas de la Cordillera de Paucartambo. Otros años íbamos desde Cusco a través de Paucartambo hasta el final del accidentado camino más allá de Challabamba que seguía el curso del río, donde nos recibiría el padre de Goyo, Don Tomás, con los animales que llevarían nuestros suministros hasta la sierra de Paucartambo. Una vez en la cordillera, nos dirigiríamos siempre hacia el norte, atravesando su cresta, caminando interminablemente a través de una sucesión de fenómenos incómodos, que seguían el mismo patrón básico día tras día: hielo en las tiendas por la mañana; sube y baja sobre varias elevaciones similares a la tundra en la puna alta a un promedio de más de 12,000 pies de altitud; neblina penetrante, una niebla envolvente, y llovizna, una llovizna escalofriante; un sol abrasador de media tarde que hace añorar el regreso de la niebla y la llovizna que venían maldiciendo media hora antes; y el frío paralizante que desciende sobre todo tan pronto como cae la noche a las 6:10 pm cada tarde. una llovizna escalofriante; un sol abrasador de media tarde que hace añorar el regreso de la niebla y la llovizna que venían maldiciendo media hora antes; y el frío paralizante que desciende sobre todo tan pronto como cae la noche a las 6:10 pm cada tarde. una llovizna escalofriante; un sol abrasador de media tarde que hace añorar el regreso de la niebla y la llovizna que venían maldiciendo media hora antes; y el frío paralizante que desciende sobre todo tan pronto como cae la noche a las 6:10 pm cada tarde.
Nuestra ruta por esta alta sierra, estas alturas, nos llevó por el tronco de aquel Qhapaqñan no cartografiado, el camino inca de piedra que comenzaba muy al sur, cerca de Q'eros, pasando por Paucartambo, y al norte por su Cordillera, con destino final desconocido. . Sus adoquines planos aparecían, luego se disipaban en la nada un poco más adelante y luego reaparecían. Pasamos por Inka Chaca, o Puente Inca (fig.4), donde las piedras eran especialmente visibles, apareciendo como un conector entre dos tramos desnudos de camino. Pasamos por varios tambos incas, o casas de descanso de piedra en bruto que habrían albergado a los chaski, corredores oficiales que llevaban mensajes. Pasamos por el pico conocido como “Huáscar”, que lleva el nombre del último emperador inca en Cusco antes de la llegada de los españoles al Perú. A 12,500 pies llegamos al sitio de petroglifos conocido como “Demarcación,. Y finalmente, al final de un viaje por las tierras altas que duraba casi una semana, comenzabamos un ligero descenso hasta una zona perpetuamente cenagosa y de pastos altos que se alzaba en el borde de la cordillera, mirando hacia el este, siendo el punto más alto (junto con el pico aislado antes mencionado, Apu Catinti) entre aquí y el Atlántico a miles de kilómetros de distancia, y que ofrece un portal a través del bosque nuboso hacia las verdaderas selvas que se encuentran debajo.
Fig . 3: "Inka Chaca", que significa "Puente Inca", una porción del camino de piedra que atraviesa la Cordillera de Paucartambo . Un ramal de esta carretera troncal sale hacia San Martín y las selvas de Mameria (foto: G. Deyermenjian).
Este lugar frío, húmedo e infestado de pulgas, a 3.000 metros de altura, se conoce como San Martín, y aquí esperábamos un respiro del tiempo -la alternancia de neblina, lluvia y granizo que nos asaltaba a veces durante días-. por nuestra oportunidad de salir de nuestra prisión de fría incomodidad. Luego, con unos pocos pasos sobre lo que parecía ser el borde oriental del mundo, nos encontramos descendiendo vertiginosamente por el bosque de nubes. Durante más de tres horas descendimos a través de una sofocante monocromía de verde y marrón, la masa enredada de árboles, tocones podridos, enredaderas, musgo y zarzas debajo, alrededor y encima de nosotros, todos retorcidos y serpenteantes en su apego a este cercano- pared vertical de los Andes. Esta densa vegetación que tanto dificultó nuestro descenso fue también la que hizo posible esta ruta,
El arroyo que fluía por este valle, y que se convirtió en el torrente conocido como Río San Martín, era nuestro único sendero, por lo que lo seguimos siempre hacia abajo, cruzando y recruzando su camino, subiendo hacia el monte, la empinada ladera selvática, para pasar por encima y alrededor de varios pongos, donde las escarpadas paredes de roca del cañón caían directamente al agua, antes de que pudiéramos descender nuevamente a nuestra carretera acuática. A veces nos encontrábamos trepando por una masa de rocas gigantescas que se habían desprendido de la ladera adyacente y caían al río, arrastrando consigo enormes troncos de árboles, bajo los cuales podíamos oír, pero apenas ver, fluir el agua. Contuvimos la respiración mientras saltábamos de uno a otro, lanzando miradas furtivas a la colección de piedras sueltas que aún se alineaban en la ladera inmediatamente encima de nosotros. En un momento, dos días río abajo, Dejamos el San Martín para subir durante varias horas una elevación al noreste, cuya cima nos proporcionó un mirador desde el cual ubicar el cerro sobre el que se ubicaría la chacra de Goyo, como así como el pico mucho más alto de siete puntas más allá, cuya base se decía que estaba habitada por los Kugapacoris - luego se deslizan y se deslizan entre musgo y barro hasta otro río, el Sarhuato. Reanudamos nuestro viaje caminando nuevamente río abajo, encontrando el camino aún más acidentado (resbaladizo y plagado de caídas) que antes, con más pongos, y con las piedras debajo del Sarhuato mucho más viscosas, ya que este río llevaba más materia vegetal que el de mayor altitud San Martín. así como el pico mucho más alto de siete puntas más allá, cuya base se decía que estaba habitada por los Kugapacoris- para luego deslizarse y deslizarse entre musgo y barro hasta otro río, el Sarhuato. Reanudamos nuestro viaje caminando nuevamente río abajo, encontrando el camino aún más acidentado (resbaladizo y plagado de caídas) que antes, con más pongos, y con las piedras debajo del Sarhuato mucho más viscosas, ya que este río llevaba más materia vegetal que el de mayor altitud San Martín. así como el pico mucho más alto de siete puntas más allá, cuya base se decía que estaba habitada por los Kugapacoris- para luego deslizarse y deslizarse entre musgo y barro hasta otro río, el Sarhuato. Reanudamos nuestro viaje caminando nuevamente río abajo, encontrando el camino aún más acidentado (resbaladizo y lleno de caídas) que antes, con más pongos, y con las piedras debajo del Sarhuato mucho más viscosas, ya que este río llevaba más materia vegetal que el de mayor altitud San Martín.
En nuestros viajes iniciales a Mameria, descenderíamos hasta el encuentro de Sarhuato con Mameria, luego seguiríamos este importante arroyo río arriba hasta un punto en el que se había talado un tronco gigantesco para cruzar el río, proporcionando un puente ya hecho para cruzar el torrente. Una vez cruzado, trepamos a través del revoltijo de troncos quemados y arbustos espinosos que forman las parcelas de tierra utilizadas en la agricultura de roza y quema , para emerger, cubiertos de hormigas rojas, en dos t Machiguenga con techo de trampilla . chozas en Chakupangu, la chacra principal de Goyo (fig.4). Años posteriores nos encontrarían cruzando de la margen derecha a la margen izquierda del Sarhuato entrelazando los brazos contra la corriente antes de su encuentro, encontrándonos punto, con su quebrada madre, para subir desde allí directamente hacia arriba y sobre el cerro también llamado Chakupangu, para desde allí descender hasta Goyo y su familia Machiguenga.
Fig .4: Vivienda Machiguenga construida por Goyo en Chakupangu (foto: G. Deyermenjian).
ThEl pueblo Machiguenga, que junto con los Campa y Piro habían sido los Antis que habitaban la selva en la tradición y leyenda inca y de donde proviene el término Andes, siempre habían llevado consigo ciertos vestigios de la influencia inca, como llegamos a ver aquí entre los Machiguenga de Goyo. esposas y sus parientes y vecinos en laderas muy dispersas: sus cushmas, togas de algodón silvestre; el tsagi, bolso bandolera de algodón; adornos para la nariz; el uso del abanico de fuego y de la hoja de coca; así como diversas palabras que han pasado a formar parte de la lengua machiguenga desde que fueron prestadas por la lengua quechua de los incas, como michi para gato, birakoca para forastero de piel más clara, kori o kúriki para oro u adornos, entre otras. Supimos también que estas personas habían llegado a esta zona de la selva alta hace relativamente poco tiempo, después de haber escapado en la década de 1960 del valle del río Yavero, donde los colonos mestizos y de las tierras altas los mantenían en un estado de virtual esclavitud, y haber hecho un viaje épico que finalmente los trajo aquí. En Mameria encontraron el aislamiento de la cultura nacional que buscaban, pero a un precio: sus 100 millas cuadradas, a una altitud que oscila entre 3200 y 5200 pies, pueden ser incómodamente frescas por la noche, y la supervivencia contra los duros elementos requiere una lucha constante, y con una inesperada proximidad a los Kugapacori que los sometió a redadas hasta bien entrada la década de 1980.
Estos Machiguenga, a su vez, se habían ubicado en un área que tenía adornos metálicos de una sola forma; una varilla de metal corta, cuya parte superior tenía forma de espirales dobles que se extendían hacia afuera y hacia afuera una al lado de la otra; así como placas de cerámica, que habían sido enterradas deliberadamente, una encima de otra. Goyo se adentraba en el bosque circundante y arrancaba grandes hojas de coca de los árboles de coca silvestres, que debían ser descendientes salvajes de los arbustos cultivados aquí en la antigüedad por los incas. Y nos dimos cuenta de que la casa con techo de paja de palma de estilo Machiguenga de Goyo había incorporado como parte de una pared un muro de piedra inca -muy probablemente un muro de contención para una antigua terraza agrícola- que recuerda gran parte del Cusco posterior a la conquista.
Búsqueda de ruinas incas: Desde este Chakupangu, y en años posteriores desde varias de las chacras más nuevas de Goyo, más alejadas del río, realizamos varias expediciones para buscar y documentar la existencia de ruinas incas. Nuestro viaje inicial nos llevó a la cima de esta misma colina, donde la espesa y enredada maleza o maleza de la selva alta dio paso a los árboles más altos y más grandes de un miniclima ligeramente más fresco, que recuerda al de la selva de Manco Inca. reducto en Espíritu Pampa (fig.5) en el valle de Concebidayoc-Cosireni a más de cien millas al oeste. Comenzamos a divisar fragmentos cerámicos grandes y pequeños. Luego aparecieron a la vista varios muros y estructuras incas, todos de construcción rústica y tosca, que empleaban piedras sin labrar y apiladas hábilmente unas sobre otras sin argamasa de ningún tipo. Había muchas tumbas circulares, chullpas subterráneas, que habían sido saqueadas, con los rellenos de piedra esparcidos por todos lados. Grandes árboles habían sido derribados y el área a su alrededor había sido excavada. Montones de cientos de piedras quedaron de las paredes que habían sido derribadas. Nos resultó evidente que éste era el lugar al que habían llegado Essenwanger, Polentini y las tropas y el equipo del general casi cuatro años antes. Fotografiamos lo que había quedado del extenso sitio que denominamos “Chakupangu Arriba” y diagramamos los restos de una estructura de tres lados, siendo el muro más largo de 28 pies de largo y un metro de alto, orientado directamente de norte a sur, y con dos brazos perpendiculares a cada extremo, que se extienden unos 12 pies. Había algunas paredes cortas que parecían circulares, algo que podría indicar una influencia preincaica. los rellenos de piedra esparcidos por todas partes. Grandes árboles habían sido derribados y el área a su alrededor había sido excavada. Montones de cientos de piedras quedaron de las paredes que habían sido derribadas. Nos resultó evidente que éste era el lugar al que habían llegado Essenwanger, Polentini y las tropas y el equipo del general casi cuatro años antes. Fotografiamos lo que había quedado del extenso sitio que denominamos “Chakupangu Arriba” y diagramamos los restos de una estructura de tres lados, siendo el muro más largo de 28 pies de largo y un metro de alto, orientado directamente de norte a sur, y con dos brazos perpendiculares a cada extremo, que se extienden unos 12 pies. Había algunas paredes cortas que parecían circulares, algo que podría indicar una influencia preincaica. los rellenos de piedra esparcidos por todas partes. Grandes árboles habían sido derribados y el área a su alrededor había sido excavada. Montones de cientos de piedras quedaron de las paredes que habían sido derribadas. Nos resultó evidente que éste era el lugar al que habían llegado Essenwanger, Polentini y las tropas y el equipo del general casi cuatro años antes. Fotografiamos lo que había quedado del extenso sitio que denominamos “Chakupangu Arriba” y diagramamos los restos de una estructura de tres lados, siendo el muro más largo de 28 pies de largo y un metro de alto, orientado directamente de norte a sur, y con dos brazos perpendiculares a cada extremo, que se extienden unos 12 pies. Había algunas paredes cortas que parecían circulares, algo que podría indicar una influencia preincaica. el área a su alrededor ha sido desenterrada. Montones de cientos de piedras quedaron de las paredes que habían sido derribadas. Nos resultó evidente que éste era el lugar al que habían llegado Essenwanger, Polentini y las tropas y el equipo del general casi cuatro años antes. Fotografiamos lo que había quedado del extenso sitio que denominamos “Chakupangu Arriba” y diagramamos los restos de una estructura de tres lados, siendo el muro más largo de 28 pies de largo y un metro de alto, orientado directamente de norte a sur, y con dos brazos perpendiculares a cada extremo, que se extienden unos 12 pies. Había algunas paredes cortas que parecían circulares, algo que podría indicar una influencia preincaica. el área a su alrededor ha sido desenterrada. Montones de cientos de piedras quedaron de las paredes que habían sido derribadas. Nos resultó evidente que éste era el lugar al que habían llegado Essenwanger, Polentini y las tropas y el equipo del general casi cuatro años antes. Fotografiamos lo que había quedado del extenso sitio que denominamos “Chakupangu Arriba” y diagramamos los restos de una estructura de tres lados, siendo el muro más largo de 28 pies de largo y un metro de alto, orientado directamente de norte a sur, y con dos brazos perpendiculares a cada extremo, que se extienden unos 12 pies. Había algunas paredes cortas que parecían circulares, algo que podría indicar una influencia preincaica. Nos resultó evidente que éste era el lugar al que habían llegado Essenwanger, Polentini y las tropas y el equipo del general casi cuatro años antes. Fotografiamos lo que había quedado del extenso sitio que denominamos “Chakupangu Arriba” y diagramamos los restos de una estructura de tres lados, siendo el muro más largo de 28 pies de largo y un metro de alto, orientado directamente de norte a sur, y con dos brazos perpendiculares a cada extremo, que se extienden unos 12 pies. Había algunas paredes cortas que parecían circulares, algo que podría indicar una influencia preincaica. Nos resultó evidente que éste era el lugar al que habían llegado Essenwanger, Polentini y las tropas y el equipo del general casi cuatro años antes. Fotografiamos lo que había quedado del extenso sitio que denominamos “Chakupangu Arriba” y diagramamos los restos de una estructura de tres lados, siendo el muro más largo de 28 pies de largo y un metro de alto, orientado directamente de norte a sur, y con dos brazos perpendiculares a cada extremo, que se extienden unos 12 pies. Había algunas paredes cortas que parecían circulares, algo que podría indicar una influencia preincaica. con el muro más largo de 28 pies de largo y una yarda de alto, orientado directamente de norte a sur, y con dos brazos perpendiculares a cada extremo, extendiéndose unos 12 pies. Había algunas paredes cortas que parecían circulares, algo que podría indicar una influencia preincaica. con el muro más largo de 28 pies de largo y una yarda de alto, orientado directamente de norte a sur, y con dos brazos perpendiculares a cada extremo, extendiéndose unos 12 pies. Había algunas paredes cortas que parecían circulares, algo que podría indicar una influencia preincaica.e, o que sirvieron como parte de un almacén tosco. El general y sus hombres habían abandonado muchos de los objetos de cerámica, como jarrones con picos en forma de rostros humanos , probablemente porque estaban mucho más interesados en objetos de valor económico. Paulino Mamani, que me había dicho en Amparaes que era cinco años mayor de lo que realmente era, para que yo estuviera más dispuesto a aceptar la petición de este adolescente de unirse a nosotros, y que desde entonces ha sido mi contacto más frecuente y valioso. Compañero de expedición: corté una palmera grande y nos deleitamos con un delicioso y tierno palmito antes de regresar a Chakupangu.
Fig. 5: Mapa regional que muestra los sitios, ciudades y pueblos mencionados en el texto, con Mameria en rojo y los picos de Apu Catinti (1) y San Martín (2) cada uno indicado con un "+".
Poco después dejamos el asentamiento de Goyo para seguir la Mameria río abajo, pasando su encuentro con el Sarhuato. La mayor parte del tiempo estuvimos atravesando delgados salientes a lo largo de la pared de roca sobre el río. Goyo nos condujo a través de la Mameria por un lugar donde entraba por la derecha otro arroyo, que llamaba Gobitea, que venía del Sudeste. Subimos por encima del monte siempre empinado que bordea el río, después de lo cual el terreno se niveló en una elevación más suave y constante, y finalmente nos dimos cuenta de que los baches en el sendero por el que tropezaba eran en realidad andenes, restos de terrenos accidentados. Terrazas incas. Siguiendo adelante llegamos a la zona a la que los Machiguenga y Goyo habían llevado a Herbert y Nicole Cartagena, y que ellos a su vez habían designado en su libro como Ciudad de Mamería. Aquí había un sitio extenso,
Y aquí, justo debajo de la capa de musgo que cubría casi todo, había cientos de artefactos incas en forma de más tupus y adornos de tumbaga en forma de campana, así como bolas de metal redondas y huecas, cada una con una protuberancia en la parte superior a través de la cual Había un pequeño agujero para encordar, y con un badajo de piedra en su interior que hacía un ruido agradable al agitarlo. Había una pequeña pieza de metal que representaba delicadamente a un noble inca de orejas largas y nariz aguileña con las manos entrelazadas sobre el pecho, también con un agujero para pasar un cordón en la parte superior de su puntiaguda cabeza; y otro, de un noble sentado ataviada con un tocado y una capa radiantes (fig.6). Y había cerámica, como los jarrones incas con protuberancias de motivos de cabezas de animales utilizados como asas. Algunos artefactos desafiaron la identificación, como tiras largas y delgadas de metal perforadas por una serie de pequeños agujeros todos en fila. Parecía que el punto arqueológico más destacado era que todos estos restos de una antigua presencia aquí eran de estilo imperial inca, aunque de construcción tosca y rústica. En este territorio fragmentado no había, por supuesto, restos de kallanka, grandes salones; sin usnu, tronos o plataformas; y no había edificios con frontones ni puertas de doble jamba que hubieran indicado algo más significativo que una vivienda o un lugar de trabajo.
Fig.6 : Figura inca con tocado y capa radiante.
En los años siguientes, nuevamente en Mameria, regresamos a esa zona de la Cité de Mameria, encontrando allí un horno ligeramente subterráneo, en cuyo interior aún había una gruesa capa de ceniza, que debió ser el origen de todo lo claramente incaico, cerámica, aunque tosca, (y que dio al sitio el nombre con el que se le conoce desde entonces, El Horno). De regreso al chakupangu de Goyo, se nos presentaron más artefactos no identificables que Goyo había desenterrado en la expansión de su chacra superior, incluida una gran escultura de piedra, llamada por él Sirena, y que tal vez representaba una llama. Y seguimos descendiendo por la Mameria, para ascender por la zona de su afluente, el Mapitonea. Aquí encontramos que cada cima de una colina, a la vista del pico más septentrional del macizo del Apu Catinti, está coronada por los restos de piedra def Plataformas incas , probablemente utilizadas para la adoración del sol. Luego, antes de abrirnos camino a través de una zona casi sin árboles, donde ese mismo sol caía sobre nosotros, y la falta de un dosel permitió el crecimiento de una estera infernal e interminable de maleza seca, espesa y espesa de seis pies de alto que no permite Para pasar sin lucha, sin importar la habilidad del Paulino o Gabino que estén cortando con el machete de plomo, descubrimos varias paredes. 
Fig.7 : El autor con la bandera del Club de Exploradores frente a la estructura empotrada de "Arete Perdido" (foto: P. Mamani).
Aquí también encontramos lo que para mí fue un malestar bastante inesperado, la sed extrema que persigue a uno en la selva alta, donde los arroyos y riachuelos alejados de los principales ríos son escasos o inexistentes.t. Pero nuestras privaciones fueron contrarrestadas por nuestra llegada a un sitio que Goyo había descrito como un “mini-Saqsaywaman” - en referencia al famoso centro ceremonial/fortaleza en forma de zig-zag sobre Cusco - donde, de hecho, encontramos una piedra Edificio con un segundo nivel retranqueado, cerrado por sus cuatro lados por largos muros de más de diez metros de longitud, con muros dobles en un lado, pasillos y zonas elevadas en el interior, y una forma asimétrica inusual (fig.7). Se erige como la ruina inca más grande encontrada hasta ahora en las selvas al noreste de la Cordillera de Paucartambo, y da la impresión de que su singularidad podría indicar que tuvo alguna función administrativa importante para toda esta área en la época inca. Nuestra sed era tan intensa,
Otros viajes por Mameria nos llevaron muy al sureste de Chakupangu, después de cruzar el Sarhuato, y luego el río Niatene, hasta donde nos encontramos entre riachuelos que fluían hacia los tramos superiores del Mapitonea, en la base sur del Apu Catinti. Esta montaña, cubierta casi hasta su cima por un espeso manto de vegetación, había sido destacada en las leyendas por contener la llave del Paititi inca, sin embargo, nuestra luchada ascensión a este pico sugería que nadie, ni siquiera los incas, había antes de alcanzar su cumbre de 10,000 pies. De regreso hacia Chakupangu, en la zona del Niatene, Goyo, Paulino, Gavino y nuestro compañero Machiguenga, “Ángel”, descubrieron entre una capa de musgo un muro de piedra muy bien hecho y bien encajado. Al viajar al noroeste de Chakupangu, Deseando llegar a la Mameria río arriba para ascender hasta sus cabeceras más lejanas, descubrimos que el área más allá del río Choritia también estaba plagada de muros incas toscos y muy dispersos. Y en otros viajes río abajo, nos dirigimos luego al norte del Río Mameria, a zonas conocidas como “Ichiminea” donde el río del mismo nombre desemboca en el afluente del Mameria, el Kiteni, y luego más abajo hasta “Adumbaria”, para visitar las extensas chacras. del hombre Machiguenga conocido como “Raimundo”; aquí encontramos, también en ese lado del río grande, evidencia de una antigua presencia inca representada por varios muros cortos de piedra. a las zonas conocidas como “Ichiminea” donde el río del mismo nombre desemboca en el afluente del Mameria, el Kiteni, y luego aguas abajo hasta “Adumbaria”, para visitar las extensas chacras del hombre Machiguenga conocido como “Raimundo”; aquí encontramos, también en ese lado del río grande, evidencia de una antigua presencia inca representada por varios muros cortos de piedra. a las zonas conocidas como “Ichiminea” donde el río del mismo nombre desemboca en el afluente del Mameria, el Kiteni, y luego aguas abajo hasta “Adumbaria”, para visitar las extensas chacras del hombre Machiguenga conocido como “Raimundo”; aquí encontramos, también en ese lado del río grande, evidencia de una antigua presencia inca representada por varios muros cortos de piedra.
Algunos han postulado que esta Mameria constituye Paititi, o un satélite de alguna metrópolis más grande aún no descubierta. Dado que estas áreas remotas de colinas y montañas cubiertas de selva son tan vastas y están tan bien escondidas y protegidas del mundo exterior por Pacha Mama, la Madre Tierra Andina, la selva alta de hecho podría ocultar algunas cosas para siempre. Y la existencia del camino de piedra no cartografiado que atraviesa las tierras altas con ramas que parecen dirigirse hacia Mameria, también podría indicar que estas ruinas constituyen alguna parte de un estado inca interconectado dentro del Antisuyu, el todavía misterioso barrio oriental del imperio inca. Lo que es más cierto es que Mameria fue una de las regiones que proveyó de la esencial y sagrada coca a la nobleza inca, cuya prerrogativa era masticarla. Un análisis de carbono 14 de una muestra de carbón que encontramos en Mameria, de un hogar que parecía ser contemporáneo de las ruinas en la cima de la colina de Chakupangu, arrojó una fecha del año 1345 d. C., con un rango que se extiende desde 1240 hasta 1240. tarde como 1500 (Laboratorio # GX-15555). Esto va en contra de cualquier esperanza de que Mameria constituya un refugio posterior a la Conquista, como lo fue Vilcabamba en Espíritu Pampa. También debe tenerse en cuenta el papel de las graves enfermedades tropicales, especialmente la leishmaniasis, contra las cuales los andinos, al igual que los españoles después de ellos, no habrían tenido inmunidad natural, en lo que respecta a las limitaciones a una posible presencia a largo plazo en las tierras bajas. Esto va en contra de cualquier esperanza de que Mameria constituya un refugio posterior a la Conquista, como lo fue Vilcabamba en Espíritu Pampa. También debe tenerse en cuenta el papel de las graves enfermedades tropicales, especialmente la leishmaniasis, contra las cuales los andinos, al igual que los españoles después de ellos, no habrían tenido inmunidad natural, en lo que respecta a las limitaciones a una posible presencia a largo plazo en las tierras bajas. Esto va en contra de cualquier esperanza de que Mameria constituya un refugio posterior a la Conquista, como lo fue Vilcabamba en Espíritu Pampa. También debe tenerse en cuenta el papel de las graves enfermedades tropicales, especialmente la leishmaniasis, contra las cuales los andinos, al igual que los españoles después de ellos, no habrían tenido inmunidad natural, en lo que respecta a las limitaciones a una posible presencia a largo plazo en las tierras bajas.
La historia completa, entonces, de Mameria, un área de ocupación inca relativamente extensa al este de los Andes, y su conexión con el sistema político inca en las tierras altas, así como sus relaciones con los Antis en el borde del mundo inca conocido, permanece para ser investigado y escrito más completamente.
Bibliografía/lectura adicional :
.
Amighetti, B., C. Burati, F. Kauffmann Doig, C. Neuenschwander Landa, S. Rosi-Osmida y V. Sartor. 1995. Antisuyu - Último Sogno Inca . Venecia, Erizzo Editrice, Centro Studi Ricerche Ligabue di Venezia.
Ángulos Vargas, V. 1992. El Paititi no existe . Cusco, Imprenta Amauta SR Ltda.
Cartagena, N. y H. Cartagena. 1981. Paititi: Dernier Refugio de los Incas . París, ediciones Robert Laffont.
Cartagena, N. y H. Cartagena. 1998. “A la búsqueda de Paititi, cité perdue du Pérou”. GEO.
Ceballos Bendezú, I. 1982. “Fauna de Callanga y Nueva Ubicación Geográfica de la Localidad del Río Kallanqa en el Cusco”. Cantúa, Edición Extraordinaria 9/10: 31-49. Cuzco, UNSAAC.
Deyermenjian, G. 1988. Derechos a la tierra, supervivencia cultural e innovación entre los pueblos indígenas de la cuenca del Amazonas occidental: el caso de los machiguenga . Tesis de maestría, Universidad Clark.
Deyermenjian, G. 1990. “La expedición Toporake/Paititi: tras la pista del último refugio de los incas”. El diario de exploradores 68(2): 74-83.
Deyermenjian, G. 1999. "Destellos de Paititi: en busca de un refugio inca perdido". El mundo de Mercator 4(1): 42-49.
Gade, D. 1999. Naturaleza y Cultura en los Andes. Prensa de la Universidad de Wisconsin.
Gasparini, G. y L. Margolies. 1980. Arquitectura Inca . PJ Lyon (trad.). Bloomington, Prensa de la Universidad de Indiana.
Gutiérrez Pareja, S. 1984. “Caminos al Antisuyu”. Revista del Museo e Instituto de Arqueología 23: 63-92. Cuzco, Universidad Nacional de San Antonio Abad.
Johnson, O. 1978. Relaciones interpersonales y autoridad doméstica entre los Machiguenga de la Amazonía peruana . Tesis doctoral, Universidad de Columbia.
Kauffmann Doig, F. 1983. Manual de Arqueología Peruana . Lima, Ediciones PEISA.
Lyon, P. 1981. “Una frontera imaginaria; Intercambio prehistórico de tierras altas y bajas en los Andes del sur del Perú”. En F. Kense y P. Duke (eds.), Networks of the Past: Regional Interaction in Archaeolog y, Actas de la XII Conferencia Anual de la Universidad de Calgary, Asociación Arqueológica de la Universidad de Calgary, págs.
MacQuarrie, K. 1992. Edén amazónico del Perú: Parque Nacional del Manu y Reserva de la Biosfera . Barcelona, Francis O. Patthey e Hijos.
Mirecki, M. 1985. “Una nueva búsqueda de Paititi. ”The Lima Times 510: 6-7.
Neuenschwander Landa, C. 1983. Paititi, En la Bruma de la Historia . Arequipa, Perú (autoeditado).
Núñez del Prado, O. 1970. El Hombre y la Familia: Su Matrimonio y Organización Político Social en Q'ero . Cuzco.
Polentini Wester, J. 1999. El Paí Titi. Lima, Asociación Librería Editorial Salesiana.
Ramos Carpio, C. 1996. Paucartambo: Testimonios de su Patrimonio Natural y Cultural . Cusco, Impresiones Aguilar EIR Ltda.
Este artículo aparece en el Vol.3 No.4 de Athena Review .

## Descubrimiento
El sitio arqueológico fue descubierto por Herbert y Nicole Cartagena con el ayuda del guía Goyo Toledo en 1979. Lastimosamente fue saqueado en 1980 por el General peruano Ludwig Essenwanger en una expedición con el cura salesiano Juan Carlos Polentini Wester.

## Otros estudios de área
En 1984,1985 y 1986 el explorador estadounidense Gregory Deyermenjian exploró y documentó el sitio arqueológico.